# Đầu

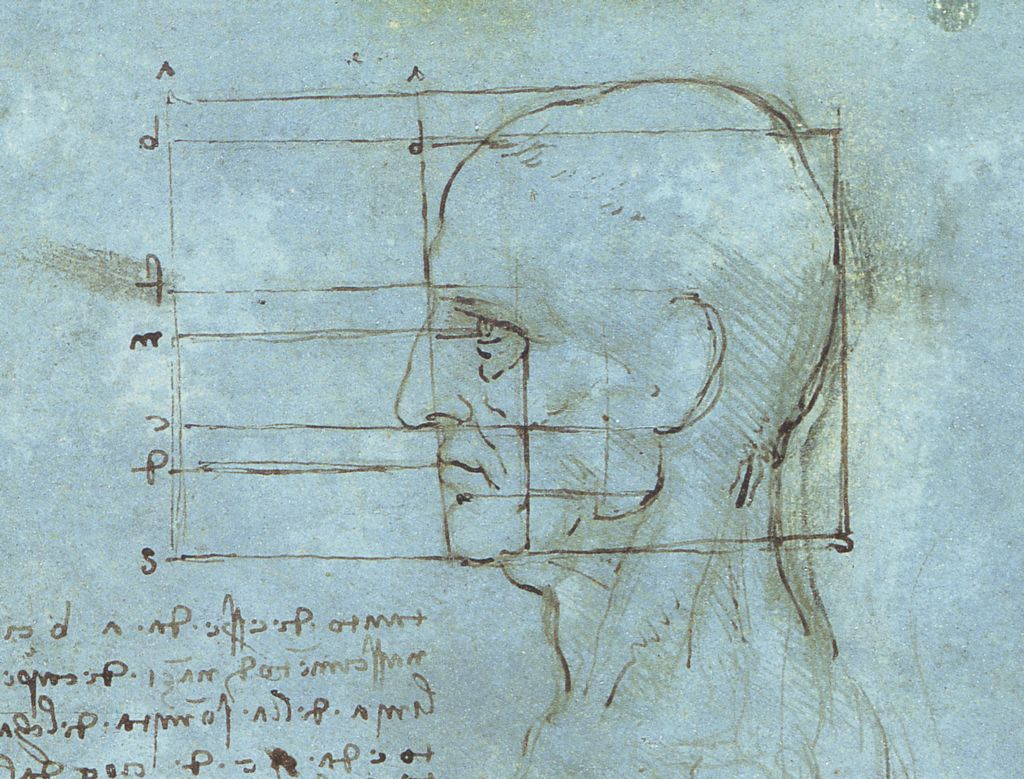
Đầu người lớn.

Trong giải phẫu học, đầu hay thủ của động vật là bộ phận thường chứa não bộ, mắt, tai, mũi và miệng (các cơ quan nhằm thu nhận thông tin nhận thức về thế giới như hình ảnh, âm thanh, mùi vị) còn não bộ giúp phản ứng trước mọi tình huống. Một số động vật bậc thấp không có đầu, thay vào đó là hệ thống thần kinh đối xứng hai bên hoặc tỏa tròn (như thủy tức, sứa).

## Hình ảnh

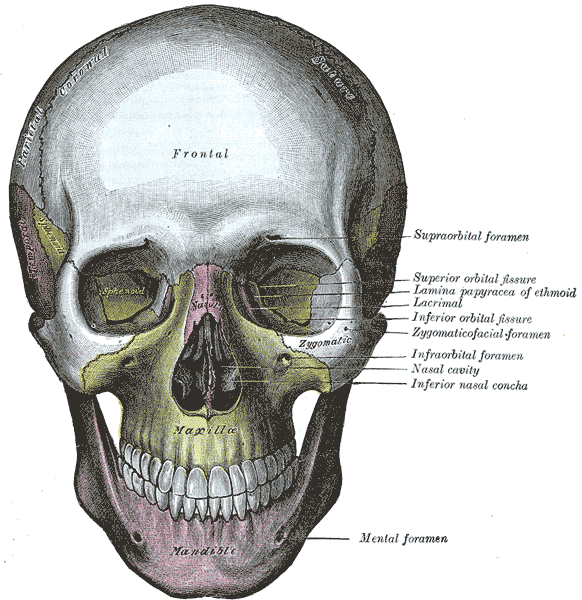
Sọ người nhìn từ phía trước
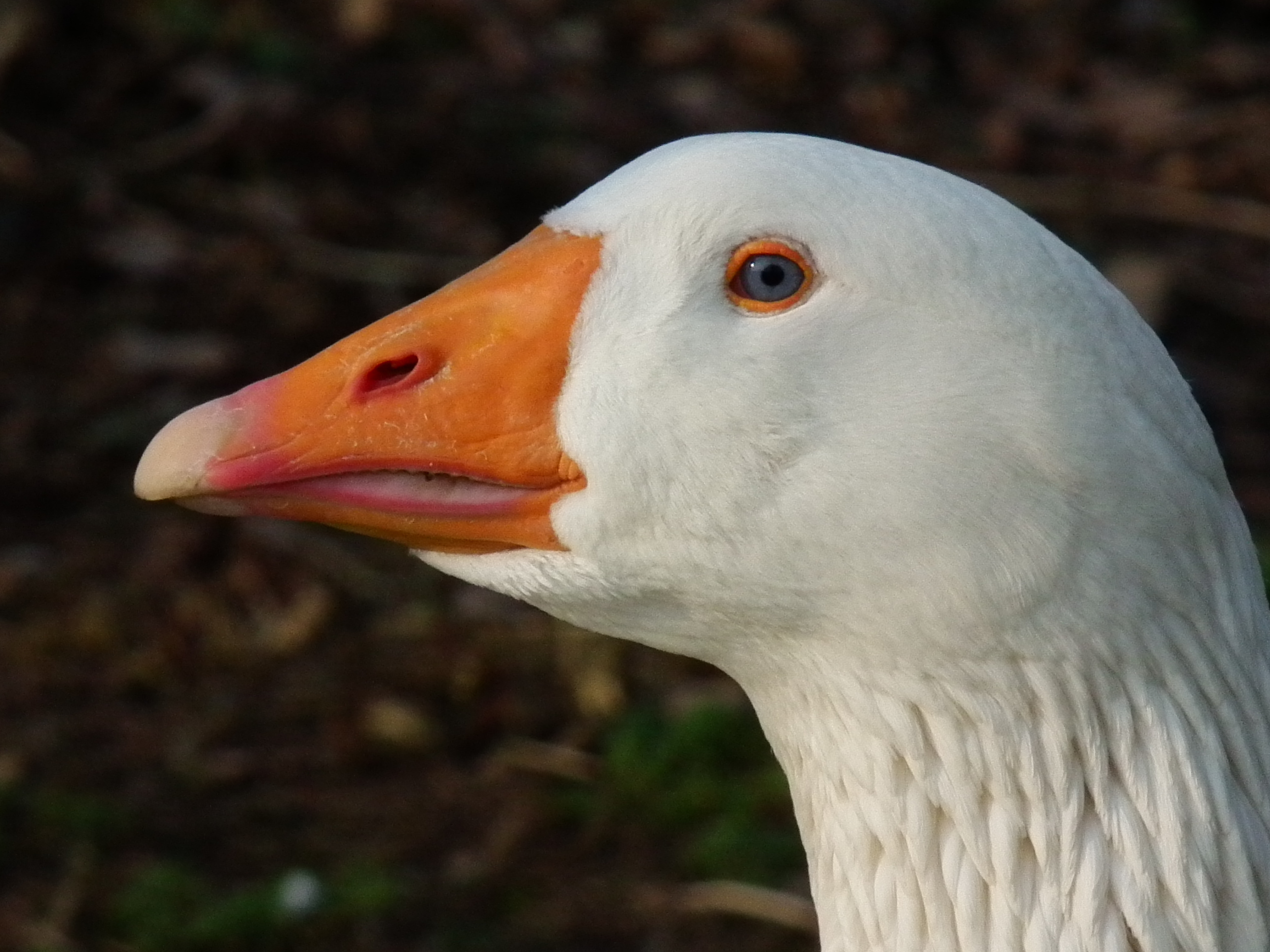
Đầu một con chim
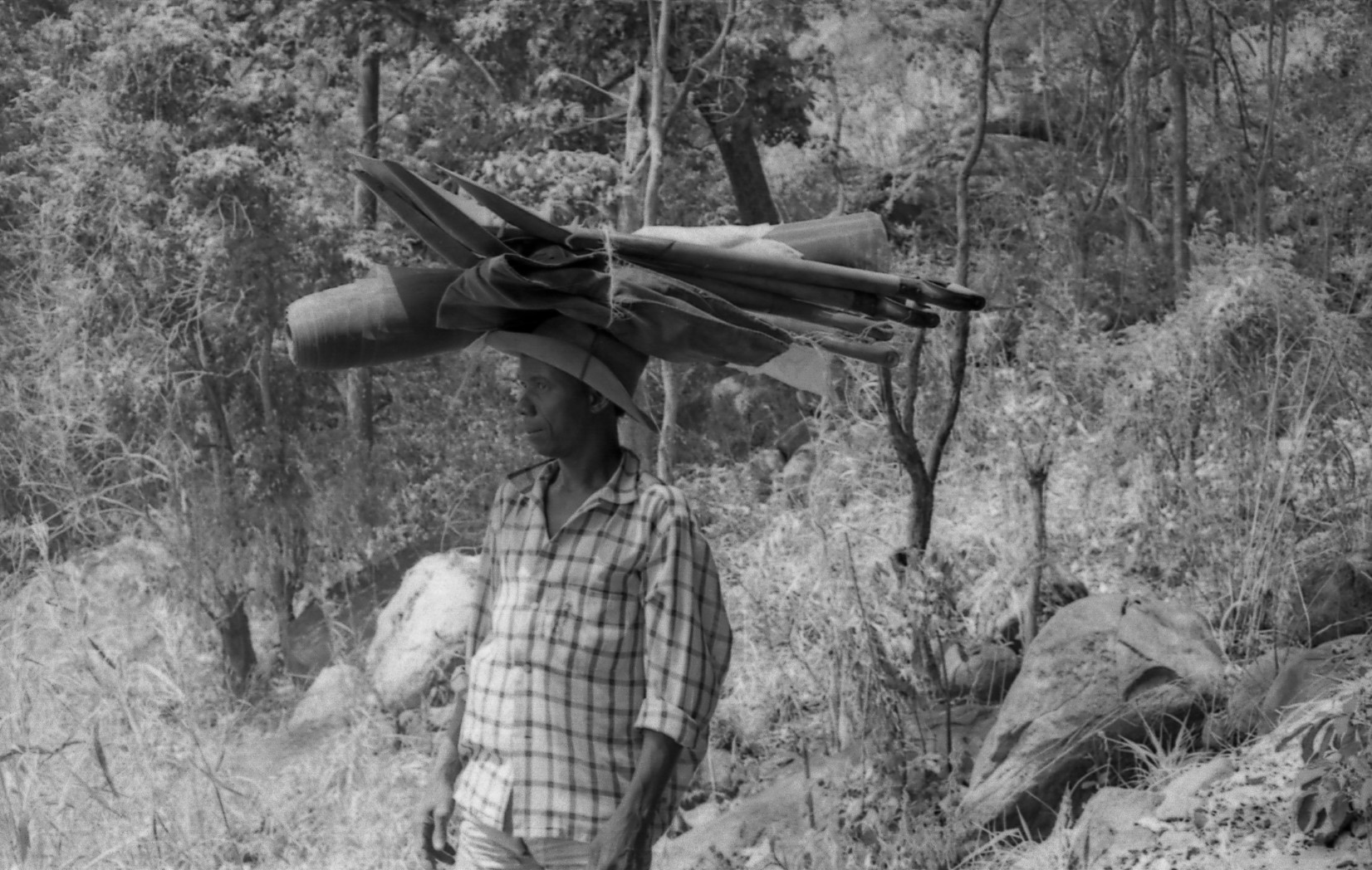
Một người Đông Phi đội đồ vật trên đầu
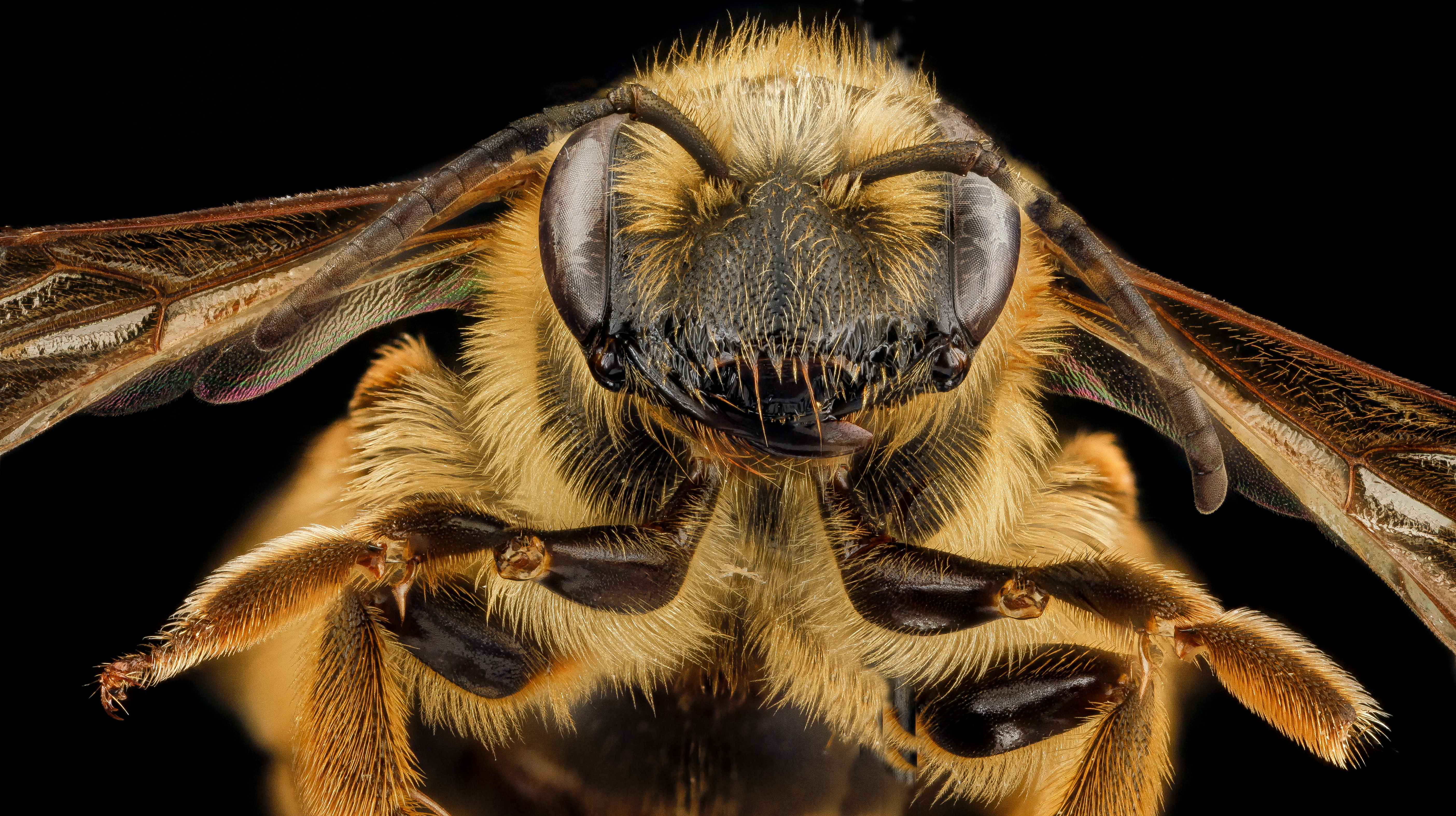
Đầu một con ong
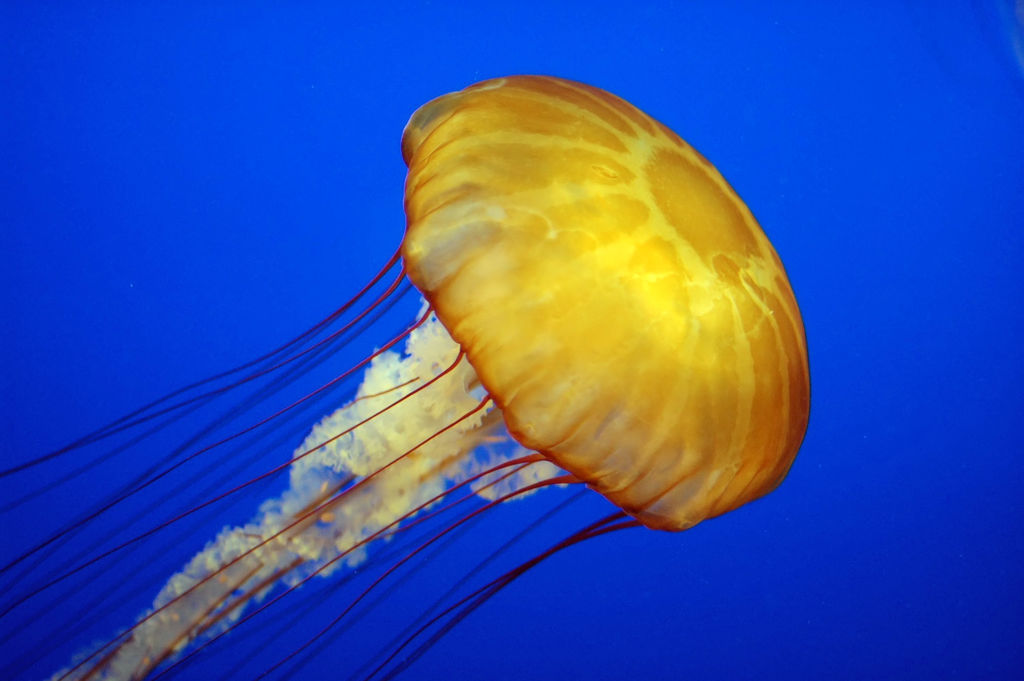
Một con sứa không đầu

## Liên kết bên ngoài
Tư liệu liên quan tới heads tại Wikimedia Commons